# Scopula amseli
Scopula amseli là một loài bướm đêm trong họ Geometridae.